# Gephyromantis azzurrae
A Gephyromantis azzurrae   a kétéltűek (Amphibia) osztályába és  a békák (Anura) rendjébe aranybékafélék (Mantellidae) családjába tartozó faj. 

## Előfordulása
Madagaszkár endemikus faja. A sziget középső részén, az Isalo hegység északi felén 640–690 m-es tengerszint feletti magasságban honos.

## Nevének eredete
Nevét Kintara Azzurra, Franco Andreone lányának neve után kapta.

## Megjelenése
Közepes méretű, zömök Gephyromantis faj. Testhossza 36–43 mm. Háta sötétbarna, fekete, általában a gerincén végigfutó világosabb barna sávval. Végtagjain halvány keresztcsíkok találhatók. Hasi oldala sötétbarna fehér foltokkal. Lábain úszóhártya található. A hímeknek páros hanghólyagjuk van.

## Természetvédelmi helyzete
A vörös lista a veszélyeztetett fajok között tartja nyilván. Elterjedési területe kisebb mint 5000 km², az összes egyed kevesebb mint öt helyen fordul elő, élőhelyének mérete folyamatosan csökken, minősége romlik. Az ismert élőhelyek közül kettő az Isalo Nemzeti Parkban található. A védett területeken kívül szükség van a faj megóvására az erdőégetés és a zafírbányászat hatásai elől.